# خوش‌خوان تاج‌خال‌دار
خوش‌خوان تاج‌خال‌دار (نام علمی: Euphonia imitans) نام یک گونه از سرده سهره‌های خوش‌خوان است.